# Umatillas
Pour les articles homonymes, voir Umatilla.

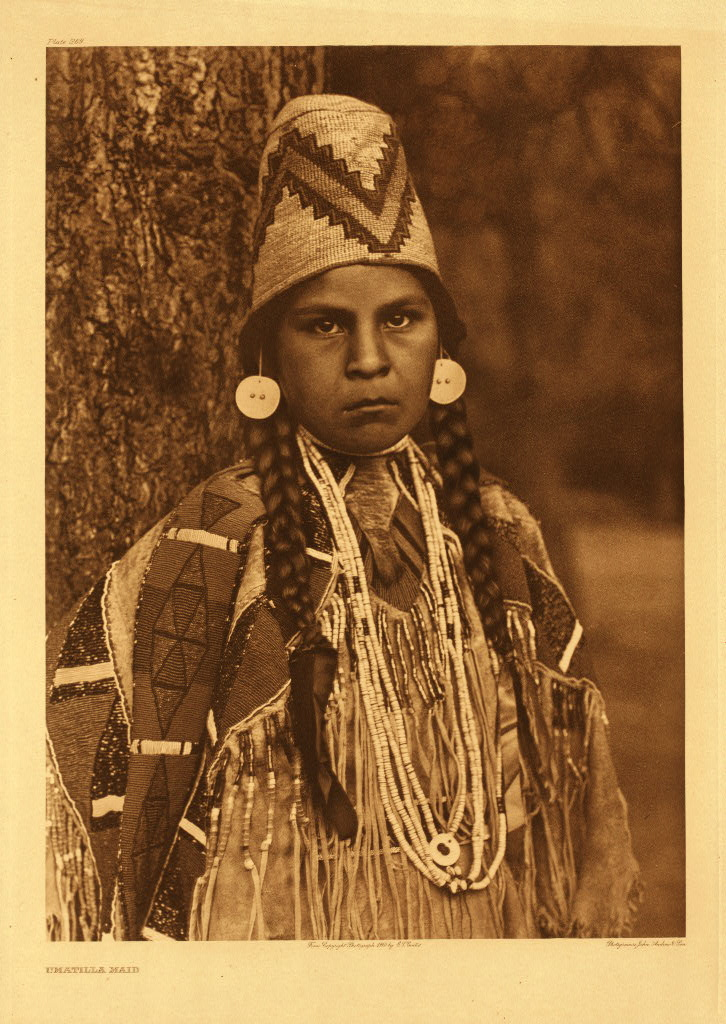
Jeune fille umatilla photographiée par Edward S. Curtis (1911).

Les Umatillas sont une tribu amérindienne du plateau du Columbia, dans l’Oregon, aux États-Unis. Ils parlent traditionnellement la langue sahaptin.

## Histoire
Le peuple Umatilla vivait entre les Teninos à l'ouest et les Klickitats et Wascos au nord, de l'autre côté du fleuve Columbia. Comme leur territoire n'était protégé par aucun relief, les Umatillas subissaient des attaques venant du sud de la part des peuples Bannocks et Païutes.
Linguistiquement, la langue des Umatillas appartient au sahaptin, une branche de la famille des langues pénutiennes — très proche des autres peuples de l'est des États de l'Oregon, de Washington et de l'Idaho, tels que les Nez-Percés, les Cayuses, les Walla Walla et les Yakamas. Tous ces peuples furent durement frappés par la variole et d'autres maladies infectieuses au moment d'entrer en contact avec les colons européens durant la première moitié du XIXe siècle, ce qui a fait chuter leur population.
En 1855, les nations parlant le sahapkin sont forcées d'abandonner leurs territoires historiques, par traité avec le gouvernement américain.

### Période contemporaine
Aujourd'hui les Umatillas partagent leur territoire et une même structure politique avec les tribus Cayuse et Walla Walla sous le nom de « Tribus confédérées de la réserve indienne umatilla » qui comprend un peu moins de 3 000 membres. La réserve umatilla (en) se situe près de Pendleton et des montagnes Bleues.
Un certain nombre de lieux ont pris le nom de la tribu, comme la rivière Umatilla, un affluent du fleuve Columbia, le lac Umatilla, le comté d'Umatilla ou la forêt nationale d'Umatilla.

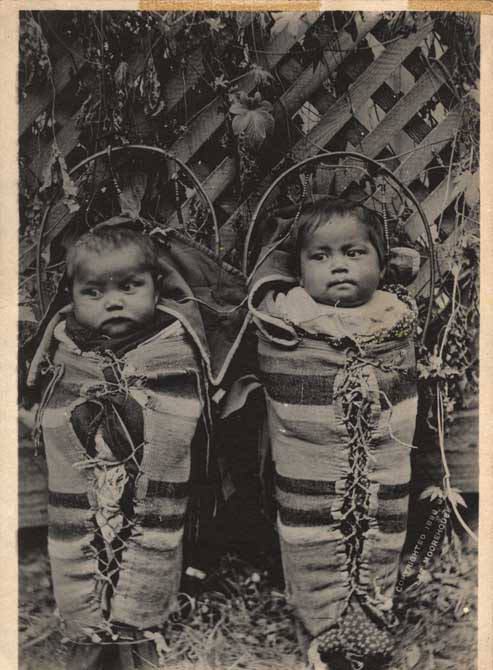
Enfants umatillas dans des porte-bébés sur planches